# 伊尔莎·艾兴格尔
伊尔莎·艾兴格尔（德語：Ilse Aichinger，1921年11月1日—2016年11月11日）是一位奥地利作家，因其犹太血统而被纳粹迫害，她的作品大多描述这段经历。她作品有诗歌，小说和广播剧，并获得多项欧洲文学奖。

## 早年经历
1921年艾兴格尔出生于維也納，她还有个双胞胎姐妹黑尔加·米希（Helga Michie），母亲是犹太医生，父亲是老师。她们随母亲家人成了天主教徒。艾兴格尔在林茨度过了童年，在父母离婚后，她和母亲和姐妹一起搬到了维也纳，在一所天主教中学上学。在1938年德奧合併后，她的家人遭到了纳粹的迫害。作为有一半犹太血统的人，她被禁止继续学业，成为了纽扣工厂的奴隶劳工。1939年7月，她的姐妹黑尔加·米希通过難民兒童運動逃到英格兰，生下了一个女儿鲁特·里克斯，后来成为英国艺术家。在第二次世界大战期间，艾兴格尔把她母亲藏在了维也纳盖世太保总部大都市酒店前她指定的房间里。不过她母亲一方的许多亲戚，包括她的外祖母都被关到了明斯克附近的玛丽·特罗斯特内兹灭绝营，并被谋杀。

## 职业生涯
1945年，艾兴格尔开始在维也纳大学学习医学，同时在业余时间写作。在她的第一本出版物（第四道门）中，她写下了被纳粹主义迫害的经历。1947年，她和她的母亲Berta前往伦敦与艾兴格尔的双胞胎姐妹黑尔加和她的女儿鲁特团聚。这次会面是短篇小说《Dover》的灵感来源。
她于1948年放弃了学业，以完成她的小说（更大的希望）。这本书成为20世纪顶级德语小说之一。这是一部讲述纳粹在维也纳迫害儿童的超现实主义小说。
1949年，艾兴格尔写了短篇小说《Spiegelgeschichte》（“镜子故事”或“镜中故事”）。它在奥地利报纸上分四部分出版，在奥地利很有名，是学校教学的一部分。故事是倒叙，从未命名的女人的传记结束开始，到她的童年结束。
1949年艾兴格尔成为维也纳和法兰克福出版社的读者，并与英格·朔尔合作在德国乌尔姆成立了创意写作研究所。
1949年艾兴格尔加入作家团体四七社，该团体旨在战后奥地利传播民主思想。她在小组的一次会议上大声朗读了她的故事《Spiegelgeschichte》，汉斯·韦尔纳·里希特等领导小组成员对这种不同寻常的叙事结构印象深刻。第二年，她获得了该组最佳文本奖，成为第一位女性获奖人。1956年，她加入柏林艺术学院。她还是维也纳大学德国研究所的客座讲师，讲授文学和精神分析。
在艾兴格尔的丈夫，德国诗人金特·艾希于1972年去世后，她和其他人编辑了他的作品，并将其作为金特·艾希的文集出版。1996年，在艾兴格尔75岁时，她成为柏林文学学术讨论会的德国电台系列节目“LCB工作室”的主持人。
艾兴格尔于2016年11月11日去世，享年95岁。

## 个人生活
艾兴格尔通过四七社与德国诗人和电台剧作家金特·艾希相遇并于1953年结婚。他们育有一儿克莱门斯（Clemens，1954年–1998年），一女米丽娅姆（Mirjam，1958年-）。

## 奖项
- 四七社文学奖（1952年）[5]
- 伊默曼奖（英语：Immermann-Preis） （1955年）[12]
- （1957年）[12]
- 巴伐利亚美术学院优秀文学奖（英语：Großer Literaturpreis der Bayerischen Akademie der Schönen Künste） （1961年，1991年）[12]
- 安东·维尔德甘斯奖（英语：Anton Wildgans Prize） （1968年）[12]
- 内莉·萨克斯奖（英语：Nelly Sachs Prize） （1971年）[12]
- 罗斯维塔奖（英语：Roswitha Prize） （1975年）[12]
- 彼特拉克奖（英语：Petrarca-Preis） （1982年）[5]
- 欧罗巴利亚艺术节文学奖 （1987年）[12]
- 大奥地利国家奖（英语：Grand Austrian State Prize） （1995年）[12]
- 奥地利国家欧洲文学奖 （1996年）[10]
- 与温弗里德·格奥尔格·泽巴尔德和马库斯·韦尔纳（英语：Markus Werner）共同获得 （2000年）[10]

## 作品

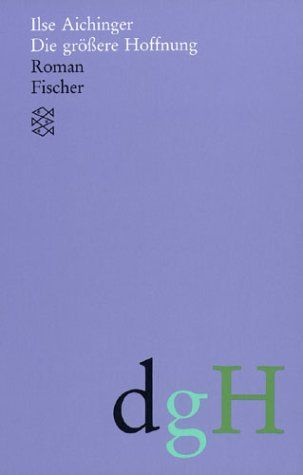
伊尔莎·艾兴格尔 - 更大的希望

- 1945: Das vierte Tor （第四道门），随笔[10]
- 1948: Die größere Hoffnung （更大的希望），小说[5]改编为2015年的舞台剧[13]
- 1949: "Spiegelgeschichte"， 短篇故事[6]
- 1951: Rede unter dem Galgen（在绞刑下的演讲），短篇小说[1]
- 1953: Der Gefesselte（被束缚的人），短篇小说[8]
- 1953: Knöpfe（按钮），广播剧，[5]改编为1957年的舞台剧
- 1954: Plätze und Strassen（广场和街道），短篇小说[1]
- 1957: Zu keiner Stunde. Szenen und Dialoge（不是在任何时候。场景和对话），广播剧，[8]在1996年大众剧场戏剧首演
- 1963: Wo ich wohne （我住的地方），短篇小说[8]
- 1965: Eliza, Eliza，短篇小说[8]
- 1968: Meine Sprache und ich，短篇小说[14]
- 1969: Auckland，广播剧[15]
- 1970: Nachricht vom Tag（新闻日），短篇小说[8]
- 1973: Zweifel an Balkonen （关于阳台的怀疑），短篇小说[8]
- 1974: Gare maritime, 广播剧[16]
- 1976: Schlechte Wörter （劣质文字），短篇小说；[8]
- 1978: Verschenkter Rat，诗歌[17]
- 1996: Kleist, Moos, Fasane，短篇小说集[18]
- 2001: Film und Verhängnis. Blitzlichter auf ein Leben （电影和命运。生活中的手电筒），自传
- 2005: Unglaubwürdige Reisen，短篇小说[19]
- 2006: Subtexte，随笔[20]